# Epipsilia cervantes
Epipsilia cervantes is een vlinder uit de familie uilen (Noctuidae). De wetenschappelijke naam is voor het eerst geldig gepubliceerd in 1935 door Reisser.
De soort komt voor in Europa.